# Jürgen Kalb

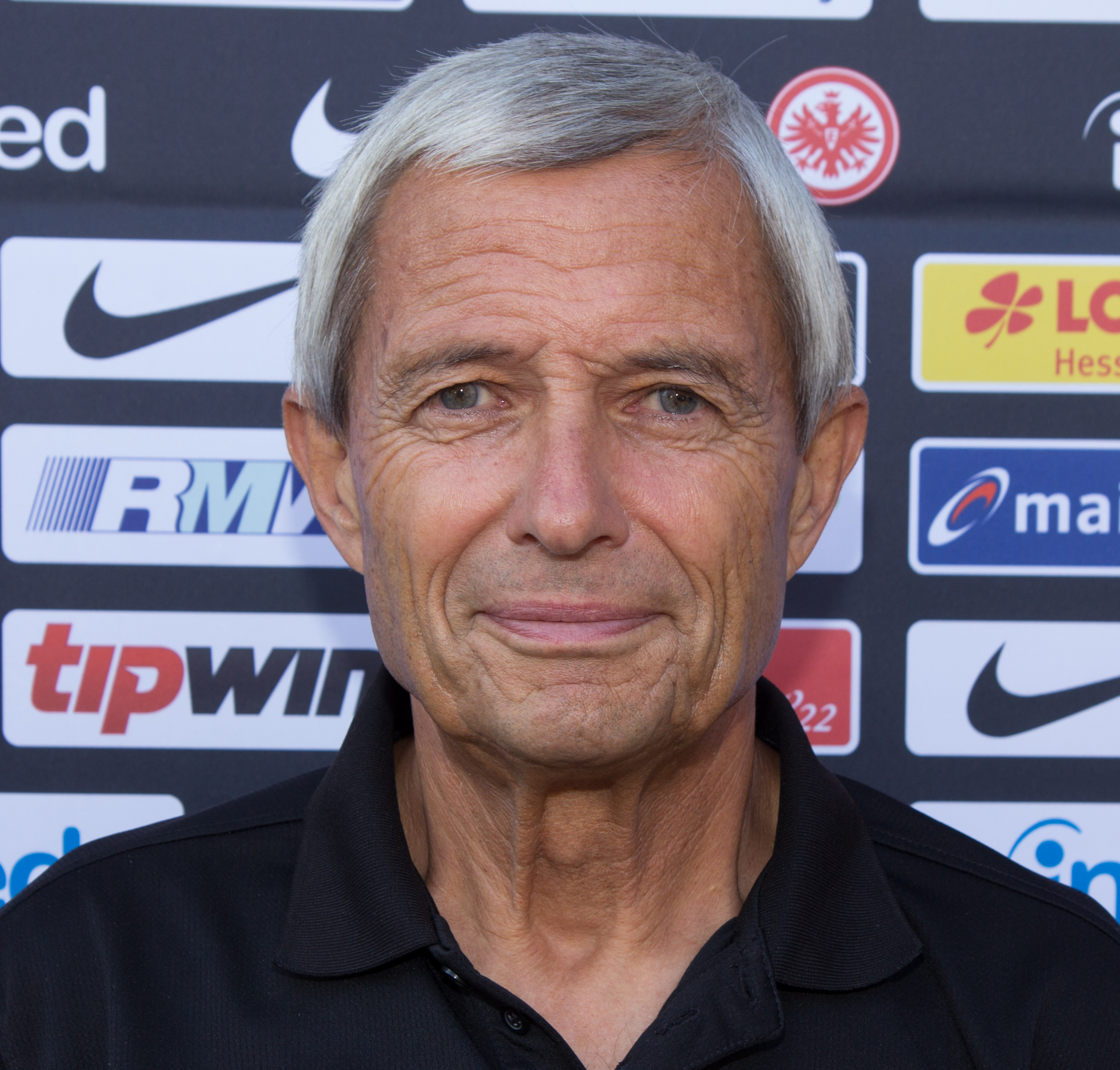
Jürgen Kalb (2018)

Jürgen Kalb (* 20. Mai 1948 in Frankfurt am Main) ist ein ehemaliger deutscher Fußballspieler und Teilnehmer des Fußballturniers bei den Olympischen Spielen 1972 in München für die Bundesrepublik Deutschland. Er spielte im Mittelfeld und in der Abwehr. Von 1968 bis 1979 hat Kalb in der Fußball-Bundesliga für die Vereine Eintracht Frankfurt, Karlsruher SC und SV Darmstadt 98 insgesamt 285 Ligaspiele absolviert und 28 Tore erzielt. Mit Eintracht Frankfurt hat er in den Jahren 1974 und 1975 den DFB-Pokal gewonnen.

## Laufbahn

### Bundesliga und 2. Bundesliga, 1968 bis 1980
Kalb spielte bis 1967 beim Frankfurter Stadtteilclub VfB Unterliederbach und von 1968 bis 1980 in der ersten und zweiten Bundesliga bei Eintracht Frankfurt, dem Karlsruher SC und SV Darmstadt 98. Er erzielte in der Bundesliga in 285 Spielen 28 Tore sowie 3 Eigentore.
Mit Eintracht Frankfurt gewann Kalb 1974 und 1975 unter Trainer Dietrich Weise den DFB-Pokal. Nach einem Jahr bei den Amateuren von Eintracht Frankfurt, wurde Kalb wie auch die Mannschaftskollegen Günter Keifler und Bernd Nickel zur Saison 1968/69 als Olympia-Amateur in den Lizenzspielerkader übernommen. Im ersten Trainerjahr von Erich Ribbeck belegte die Eintracht den achten Rang und Kalb hatte in 28 Einsätzen vier Tore erzielt. Das Bundesligadebüt von Kalb fand am 21. September 1968 bei einem 1:0-Auswärtssieg der Eintracht bei Werder Bremen statt. Er bildete dabei mit Hermann-Dieter Bellut und Bernd Hölzenbein hinter den drei Spitzen Jürgen Grabowski, Wilhelm Huberts und Bernd Nickel das Mittelfeld. In seinem ersten Jahr in der Bundesliga sammelte er auch internationale Erfahrung: Kalb kam auf fünf Einsätze im Messe-Cup gegen Wacker Innsbruck, Juventus Turin und Atletico Bilbao und debütierte am 7. April 1969 – wie auch Friedhelm Haebermann – an der Seite seines Eintracht-Kollegen Bernd Nickel in der Amateurnationalmannschaft des DFB. In Bamberg gewann die DFB-Amateurauswahl mit 2:0 gegen Italien und Kalb spielte dabei im Mittelfeld. In der Bundesliga war der fünfte Rang in der Saison 1971/72 die beste Platzierung die Kalb mit Trainer Ribbeck erreichte. Ab der Saison 1973/74 kam Dietrich Weise als neuer Trainer zur Eintracht und führte das Team in der Tabelle auf den vierten (1974) und dritten (1975) Rang und im Pokal zu zwei Finalsiegen. Im Pokalwettbewerb des Jahres 1974 verwandelte Kalb im Halbfinale am 13. April beim Heimspiel gegen den FC Bayern München in der 90. Minute einen Foulelfmeter zum entscheidenden 3:2. In der letzten Ribbeck-Saison 1972/73 war Kalb auch in den zwei Spielen im UEFA-Cup gegen den späteren Sieger FC Liverpool aufgelaufen. In seiner letzten Eintracht-Saison 1974/75 stand er auch im Europapokal der Pokalsieger in den zwei Spielen gegen das Team um Superstar Oleh Blochin, Dynamo Kiew, auf dem Platz. Nach sieben Runden Bundesliga mit Eintracht Frankfurt (185-26) schloss sich Kalb zur Saison 1975/76 dem BL-Aufsteiger Karlsruher SC an und wechselte nach Baden.
Mit den Blau-Weißen vom Karlsruher Wildparkstadion trug Kalb das Startspiel der Runde 1975/76 bei seinem vorherigen Verein Eintracht Frankfurt aus. Am 9. August 1975 gewann der Aufsteiger mit Trainer Carl-Heinz Rühl und den Defensivakteuren Kalb, Ewald Schäffner, Rainer Ulrich und Günther Fuchs nach zwei Toren von Mittelstürmer Bernd Hoffmann mit 2:0. Am Rundenende hielt der KSC mit dem 15. Platz knapp die Klasse. Kalb hatte wie Ulrich, Winfried Schäfer und Wilfried Trenkel alle 34 Ligaspiele absolviert. Im zweiten Jahr Bundesliga, 1976/77, verfehlte der KSC (28–40) mit einem Punkt Rückstand zu Kaiserslautern, Saarbrücken und Bochum (alle drei Vereine hatten 29–39 Punkte) knapp den Klassenerhalt. Der Abschlusserfolg am 21. Mai 1977 mit 2:1 gegen den MSV Duisburg konnte daran nichts mehr ändern. Kalb hatte in 32 Spielen für den KSC mitgewirkt. Der Frankfurter blieb auch noch die Runde 1977/78 in der 2. Fußball-Bundesliga in Karlsruhe. Anfangs schien das Ziel der sofortigen Bundesligarückkehr unter dem neuen Trainer Bernd Hoss umsetzbar, aber nach dessen Entlassung Ende Oktober und Installierung von Rolf Schafstall als Nachfolger, ging es beim KSC von der Tabellenspitze in das Mittelfeld zurück. Schafstall war ein Trainerfachmann, aber er passte nicht zur Mannschaft und dem Karlsruher Umfeld. Die letzten zwei Saisonmonate überbrückte interim der alte Oberliga-Recke Walter Baureis. Der KSC beendete die Saison auf dem siebten Rang und der wie immer absolut zuverlässige Jürgen Kalb hatte alle 38 Rundenspiele mit zwei Toren absolviert. Er schloss sich zur Saison 1978/79 dem Bundesligaaufsteiger SV Darmstadt 98 an.
Das Bundesligastartspiel bestritten die „Lilien“ vom Stadion am Böllenfalltor am 12. August 1978 zuhause gegen Hertha BSC. Das Heimspiel endete vor 25.000 Zuschauern 0:0 und Kalb war von Aufstiegstrainer Lothar Buchmann im Mittelfel aufgeboten worden. Mit 21:47 Punkten belegte am Rundenende Darmstadt den 18. Platz und stieg damit sofort wieder in die 2. Bundesliga ab. Das „Darmstädter Modell“, das auf Feierabendprofis setzte, war damit an den sportlichen wie finanziellen Anforderungen der Bundesliga gescheitert. Kalb hatte, wie fast üblich bei ihm, alle 34 Rundenspiele mit zwei Toren absolviert. Das war auch bei den Mannschaftskollegen Dieter Rudolf, Edwin Westenberger und Willibald Weiss der Fall gewesen. Seine letzte Saison im bezahlten Fußball bestritt Jürgen Kalb 1979/80 mit Darmstadt in der 2. Bundesliga. In der Vorrunde erlebte er die Trainerarbeit von Jörg Berger, in der Rückrunde trat an dessen Stelle Werner Olk. Als Ergebnis kam für den Bundesligaabsteiger der vierte Platz heraus. Kalb hatte auch im zwölften Profijahr mit 40 Ligaeinsätzen alle Rundenspiele absolviert und dabei fünf Tore erzielt. Mit dem Zweitligaspiel am 31. Mai 1980 beim 1. FC Nürnberg (1:1) verabschiedete sich Kalb aus Darmstadt und beendete nach 285 Bundesligaspielen (28 Tore) und 78 Spielen in der 2. Bundesliga (7 Tore) seine Laufbahn.

### Amateurnationalmannschaft, 1969 bis 1975

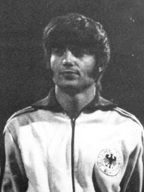
Kalb im September 1971 vor einem Amateurländerspiel gegen Bulgarien

Bei den Olympischen Spielen 1972 in München gehörte er der DFB-Auswahl an, die das Viertelfinale erreichte, aber mit 2:3 gegen die DDR-Auswahl verlor. Dies war das erste Fußballländerspiel der BRD gegen die DDR, wird aber nicht als A-Länderspiel gewertet, da der DFB nur so genannte Bundesliga-Amateure aufbot. Kalb brachte es von 1969 bis 1975 auf insgesamt 48 Einsätze in der deutschen Nationalmannschaft der Amateure und steht damit an zweiter Position hinter Rekordnationalspieler Egon Schmitt. Am 26. April 1974 setzte sich die deutsche Amateurauswahl im Wettbewerb des UEFA Amateur Cup 1973/74 im Halbfinale gegen die Niederlande mit 4:2 nach Elfmeterschießen durch und war damit für das Finale qualifiziert. Das konnte zwei Tage später aber wegen Unbespielbarkeit des Platzes nicht gegen Jugoslawien ausgetragen werden. Beide Teams wurden zum Turniersieger bestimmt. Kalb spielte im Halbfinale im Mittelfeld. Sein letztes Amateurländerspiel bestritt Kalb am 15. Mai 1975 in Barcelona gegen Spanien bei einer 2:3-Niederlage in der Olympiaqualifikation.

### Nach der Karriere
Jürgen Kalb ist auch heute noch sportlich aktiv, allerdings tauschte er das große, runde Leder gegen kleinere Bälle: Seit Jahren ist er in seiner Altersklasse einer der besten Tennisspieler in Hessen und darüber hinaus ein ambitionierter Amateurgolfer. Er arbeitet als Anzeigenberater für das Höchster Kreisblatt, die Regionalausgabe der Frankfurter Neuen Presse, und wird heute noch, wie er berichtet, gelegentlich im Redaktionsbüro wegen Autogrammwünschen alter Fans aufgesucht.

## Vereine
- 1968–1975 Eintracht Frankfurt
- 1975–1978 Karlsruher SC
- 1978–1980 SV Darmstadt 98
- 1980–1981 VfB Unterliederbach
- 1981–1984 FC Hanau 93

## Erfolge
- DFB-Pokal-Sieger 1974 und 1975 (mit Eintracht Frankfurt)
- UEFA-Amateur-Cup-Sieger 1974
- Teilnahme am olympischen Fußballturnier 1972 in München